# Nathalia Ferméus
Nathalia Paulina Schmidt, tidigare Ferméus, född 27 augusti 1865 i Göteborgs domkyrkoförsamling, Göteborgs och Bohus län, död 1 oktober 1915 i Fässbergs församling, Göteborgs och Bohus län, var en svensk sångerska.

## Biografi
Nathalia Ferméus föddes 1865 i Göteborg. Under Anders Gottfrid Rörströms i Malmö ledning bildade Nathalia Ferméus nu, jämte kontra alten Gerda Johansson och första alteb Clara Ahlberg, den berömda Göteborgs damtrio. De framträdde framgångsrikt på Berns salonger 1892.

## Konserter
| Datum            | Konsert             | Lokal                        | Övrigt                                                                                                 |
| ---------------- | ------------------- | ---------------------------- | --- |
| 19 november 1892 | Första årskonserten | Stora Börssalen, Göteborg    | Tillsammans med Harmoniska sällskapet, violinisten Fredrik Frederiksen och kompositören Karl Valentin. |
| 18 december 1892 | Kyrkokonsert        | S:t Johanneskyrkan, Göteborg | Tillsammans med John Sandqvist, Emil Burman, G. Brückner och G. Ågren.                                 |
| 22 februari 1893 | Konsert             | Stora Börssalen, Göteborg    | Tillsammans med Anna Mellgren och Harmoniska sällskapet.                                               |
| 15 april 1893    | Konsert             | Realläroverket, Göteborg     | Tillsammans med Harmoniska sällskapet.                                                                 |
| 10 maj 1893      | Konsert             | Realläroverket, Göteborg     | Tillsammans med kompositören Karl Valentin och Elfrida Andrée.                                         |
| 13 maj 1893      | Konsert             | Handelsinstitutet, Göteborg  | Tillsammans med operasångaren Johannes Elmblad och kompositören Karl Valentin.                         |
| 11 november 1893 | Första årskonserten | Stora Börssalen, Göteborg    | Tillsammans med Harmoniska sällskapet, Ellen Nilsson, Elsa Stenhammar, Anna Hjort och Karl Valentin.   |